# Ronco Biellese
Ronco Biellese ist eine Gemeinde mit 1421 Einwohnern (Stand 31. Dezember 2023) in der italienischen Provinz Biella (BI), Region Piemont.
Die Gemeinde besteht aus den Ortsteilen Centro, Veggio und Ronco Biellese.
Die Nachbargemeinden sind Biella, Pettinengo, Ternengo, Valdengo, Vigliano Biellese und Zumaglia.

## Geographie
Das Gemeindegebiet umfasst eine Fläche von drei km².